# 東京の一夜
「東京の一夜」（とうきょうのいちや）は1983年11月1日に発売された甲斐バンドの25枚目のシングル。

## 概要
オリコン最高53位。ライブアルバム『THE BIG GIG』の先行ライブシングル。
両面ともライブバージョン。カップリングはアルバム未収録。
本作は、ビデオ『THE BIG GIG』収録の映像の他に、ビデオ・クリップも制作された。

## 収録曲
- 全作詞・作曲：甲斐よしひろ、編曲：甲斐バンド

1. 東京の一夜 （LIVE Version）
2. 胸いっぱいの愛 （LIVE Version）